# 2016 dans la police
Cet article présente les faits marquants de l'année 2016 dans la police.

## Évènements
- 13 juin : double assassinat du 13 juin 2016 à Magnanville visant un couple de fonctionnaires du ministère de l'Intérieur.